# Sergio Nuti
Sergio Nuti (* 22. Juni 1945 in Rom; † 26. Oktober 2012 ebenda) war ein italienischer Filmeditor, Filmregisseur und Drehbuchautor.
Nuti studierte Philosophie und schrieb für studentische Magazine. Beim Film begann er als Dokumentarist mit Werken wie Cina – Manifesti sul fascimso und Cile golpe, als Regieassistent Silvano Agostis und seit 1972 als Schnittmeister etlicher Filme, wobei er künstlerisch interessante Arbeiten von Mario Brenta, Paolo Breccia, Marco Tullio Giordana und Marco Bellocchio zu bevorzugen schien. 1977 drehte er seinen einzigen Film als Regisseur, das nach eigenem Drehbuch entstandene Drogen-Drama Non contate su di noi. Für das Fernsehen zeichnete er für das Reportageformat Sali e tabacchi verantwortlich.

## Filmografie (Auswahl)
Regie, Drehbuch
- 1977: Non contate su di noi

Schnitt
- 1972: Lo chiamavano Verità
- 1982: Die Augen, der Mund (Gli occhi, la bocca)